# Аделін Понд Адамс
Аделін Валентайн Понд Адамс (1859—1948) — американська письменниця, дружина Герберта Адамса. Основними темами її творів були американські образотворчі художники та історія мистецтва. Вона опублікувала щонайменше сім текстів. 14 грудня 1930 року вона була нагороджена Особливою медаллю Пошани від Національного товариства скульпторів США.

## Життєпис

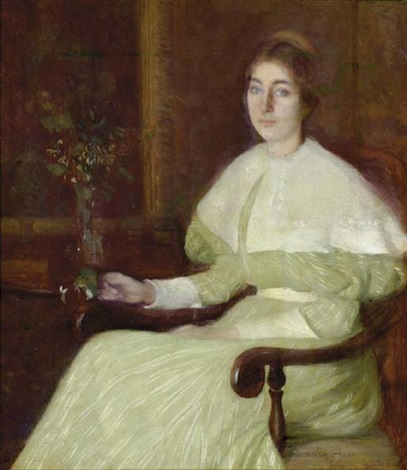
Вільям Говард Хард. Портрет Аделін Понд Адамс

Аделін Валентайн Понд народилася в Бостоні. Вона почала вивчати мистецтво в Массачусетській нормальній художній школі в 1880 році.
Вона зустріла Герберта Адамса в Парижі в 1887 році. Аделін позувала йому для мармурового бюсту, який зрештою був виставлений на Всесвітній виставці в Чикаго 1893 року. Пара одружилася в 1889 році. Адамс виступала за жінок-скульпторок, зокрема Лауру Гардін Фрейзер, Евелін Беатріс Лонгман, Джанет Скаддер, Бессі Портер Вонно, Абастенію Сент-Леже Еберл і Анну Хаятт Хантінгтон. Вона також виступала за те, щоби військові меморіали створювалися професійними скульпторами, а не масово вироблялися на заводах.
Адамс була членкинею Ліги рівного виборчого права Корнуелла.

## Творчість
Сім опублікованих текстів Адамс включають: 
- «Дух американської скульптури»
- «Деніел Честер Френч, скульптор»
- «Чайлд Хассам»
- «Джон Квінсі Адамс Ворд; Подяка»
- «Сільвія»
- «Виставка американської скульптури»
- «Наші медалі і Наші Медалі»

Окрім статей з мистецтвознавства, Адамс також писала вірші, зокрема дві збірки віршів, присвячених її померлим дочкам.